# 경기항공직업전문학교
경기항공직업전문학교(京畿航空職業專門學校, Kyeonggi Aero Technology Occupation College)는 경기도 부천시 소사구에 위치한 대한민국의 직업전문학교이다.

## 연혁
- 2015년 9월 경기항공직업전문학교 설립

## 교육편제
다음은 2019년 기준 경기항공직업전문학교의 교육과정 일람이다. 이수할 경우 전문학사 학위를 수여한다.
- 항공정비전공